# نوبوناگا، شاه ژاپن
نوبوناگا، شاه ژاپن (به ژاپنی: 信長 KING OF ZIPANGU) نام یک مجموعهٔ تلویزیونی با موضوع تاریخی کشور ژاپن است. نوبوناگا، شاه ژاپن سی‌امین مجموعهٔ تلویزیونی از مجموعه تلویزیونی تایگا است که توسط شبکهٔ تلویزیونی ان‌اچ‌کی ساخته می‌شود.
اولین قسمت این مجموعه در ۵ ژانویه ۱۹۹۲ از شبکهٔ ان‌اچ‌کی پخش خود را آغاز کرد. در این مجموعه اوگاتا نائوتو در نقش اودا نوبوناگا (یکی از متحد کنندگان ژاپن) شرکت دارد.